# Sophisme du juste milieu
Le sophisme du juste milieu (latin : argumentum ad temperantiam, « argument de modération » littéralement), également connu sous le nom faux compromis, fausse équivalence, argument du juste milieu, argument de la modération, sophisme du gris, fausse équidistance ou sophisme du milieu parfait, est un raisonnement erroné qui implique que la vérité est un compromis entre deux positions opposées,.
Par exemple, si une personne considère que le ciel est bleu, tandis qu'une autre affirme qu'il est jaune, on peut en déduire, par compromis, que le ciel est vert. Or le ciel n’est pas vert, donc la position médiane de deux positions ne conduit pas toujours à la vérité. 